# Lulo de Hersfeld
Lulo de Hersfeld (Lull o Lul) (Wessex, c. 710 - Hersfeld, 16 de octubre de 786), también conocido como san Lulo, fue el primer arzobispo permanente de Maguncia, sucediendo a Bonifacio de Maguncia, y primer abad de la abadía benedictina de Hersfeld.

## Biografía
Fue monje del monasterio benedicitino de Malmesbury en Wiltshire. Durante un peregrinaje a Roma en 737 se encontró con san Bonifacio y decidió que se uniría a su trabajo misionero en el norte de Alemania. En 738, Lulo entró en la orden benedictina en el monasterio de Fritzlar, fundado por Bonifacio en 732, donde el abad Vigberto de Fritzlar fue su profesor. Se convirtió en diácono en 740 y fue ordenado sacerdote por Bonifacio en 747. En 752, fue nombrado obispo auxiliar bajo san Bonifacio. El mayordomo de palacio Pipino de Heristal le confirmó un año después como obispo de Maguncia y en 754 fue nombrado arzobispo por la renuncia de Bonifacio. Lulo se convirtió en el primer arzobispo regular de Maguncia cuando el papa Adriano I le garantizó el palio en 781. 
A partir de 769, Lulo promovió el establecimiento del estilo carolingio en el monasterio de la abadía de Hersfeld, que recibió la protección de Carlomagno en 775. EL principal logro de Lulo fue la culminación de la reforma de san Bonifacio de la iglesia de los francos y la conclusión exitosa de la cristianización de los alemanes en Turingia. Pero mientras que Bonifacio había buscado un vínculo estrecho con Roma, Lulo procuró un mejor entendimiento con los reyes francos.
Lulo murió el 16 de octubre de 786 en la abadía de Hersfeld en Bad Hersfeld, en la iglesia en la que fue enterrado. Fue canonizado el 7 de abril de 852.